# Confluent des sinus
Le confluent des sinus (appelé aussi torcular, torcular d’Hérophile, torcular Herophili ou pressoir d’Hérophile dans l'ancienne nomenclature), est l'une des principales zones de confluence veineuse du cerveau. Il fait partie des sinus veineux crâniens ou sinus dure-mériens formés par la duplication de la dure-mère.

## Histoire
Torcular est une traduction latine du terme d’Hérophile en grec ancien ληνός / lénos, mot désignant une cuve de pressoir.
« Les anciens désignaient sous ce nom le sinus droit ou le quatrième sinus formé par l'écartement de la dure-mère : ils l'appelaient ainsi dans l'idée qu'il aboutissait à quatre autres sinus : le sinus longitudinal inférieur en avant le sinus longitudinal supérieur et les deux latéraux en arrière et qu'à cause de cette disposition, le sang qui le parcourait était comme en presse par la rencontre de ces quatre sinus. »

## Localisation
Il est situé au niveau de la protubérance occipitale. Il collecte le sang des veines superficielles via le sinus longitudinal supérieur et le sang des veines profondes arrivant par le sinus droit. Il dirige le sang veineux vers les sinus transverses ou latéraux, puis les sinus sigmoïdes pour enfin aboutir dans les veines jugulaires internes.
On observe avec une grande fréquence l'existence d'un drainage veineux asymétrique. Le sinus longitudinal supérieur se jette alors le plus souvent dans le sinus transverse droit et le sinus droit majoritairement dans le sinus transverse gauche